# Павлоградська загальноосвітня школа № 22
Павлогра́дська загальноосві́тня школа I ступеня № 22 — україномовний навчальний заклад І ступеня акредитації у місті Павлоград Дніпропетровської області.

## Загальні дані
Павлоградська загальноосвітня школа I ступеня № 22 розташована за адресою: вул. Спортивна, 64, місто Павлоград (Дніпропетровська область)—51400, Україна.
Директор закладу — Мудревська Світлана Іванівна, вчитель англійської мови вищої категорії, вчитель-методист, відмінник освіти України.
Мова викладання — українська.

## Історія
Загальноосвітня школа І ступеня № 22 створено згідно з рішенням Павлоградської міської Ради від 10.04.97 р. № 327. За час свого існування школа випустила 818 учнів, 96 відмінників. Школа посідає призові місця в міських оглядах конкурсах: «Школа мій рідний дім». За цей час учні школи отримали 132 грамоти за участь у міських заходах та перемоги у конкурсах.
У 2002 році школа включилася у Республіканську екологічну варту, учні школи члени Всеукраїнської ліги. В квітні 2004 року школа отримала малий грант для створення рекреаційної зони в рамках програми МЕП.
У школі введено інтегрований курс «Довкілля», який дає дитині знання щодо самозбереження, збереження свого суспільного і природного довкілля. У дітей, які вивчають курс «Довкілля», рівень успішності в середньому на 20% вищий, ніж у класах з традиційним навчанням.
У 2006 році відкрито санаторний клас. 2006 рік — участь у Всеукраїнському конкурсі-захисту сучасної моделі навчального закладу. 2006 рік — дипломант міського конкурсу «Творче досягнення року 2006».
2007 рік — участь у IV виставці-презентації освіта України «Інноваційні технології навчання». 2008 рік — участь в ХІ Міжнародній виставці «Сучасна освіта в Україні 2008». 2009 рік — участь в ХІІ Міжнародній виставці «Сучасна освіта в Україні 2009». 2009 рік — лауреат обласного конкурсу-захисту сучасної моделі навчального закладу.

## Сучасність
У школі є: 12 навчальних кабінетів, 2 кімнати для сну, спортивний зал, 3 медичних кабінети, кабінет лікаря, фізкабінет, кабінет ЛФК, часниковий інгалятор, соленева шахта.
У школі працює: 10 гуртків, спортивні секції, відділення музичної школи, студія образотворчого мистецтва.